# رودريغو غونسالفيس دي أوليفيرا لوبيز سيلفا
رودريغو غونسالفيس دي أوليفيرا لوبيز سيلفا هو لاعب كرة قدم برازيلي في مركز الهجوم، ولد في 16 نوفمبر 1982 في ساو باولو في البرازيل. لعب مع نادي ساندفيورد ونادي شانغهاي إس آي بي جي ونادي كلاكسفيك ونادي هويسكا ونيا سلاميس فاماغوستا.

## وصلات خارجية
- رودريغو غونسالفيس دي أوليفيرا لوبيز سيلفا على موقع قاعدة بيانات كرة القدم.إي يو (الإنجليزية)
- رودريغو غونسالفيس دي أوليفيرا لوبيز سيلفا على موقع Soccerway.com (الإنجليزية)